# Sléttur
Sléttur är ett berg i republiken Island. Det ligger i regionen Austurland, 400 km öster om huvudstaden Reykjavík. Toppen på Sléttur är 694 meter över havet.
Det finns inga samhällen i närheten.